# 照井春佳
照井 春佳（てるい はるか、1987年3月7日 - ）は、日本の女性声優。岩手県出身。青二プロダクション所属。夫は囲碁棋士の平田智也。
代表作に、『未確認で進行形』（夜ノ森小紅）、『結城友奈は勇者である』（結城友奈）、『アイドルマスター シンデレラガールズ』（櫻井桃華）などがある。

## 経歴
幼稚園の頃から動物やキャラクターになりきることが好きだった。小学生の時に見た『らんま1/2』で声優の存在を知り、小学4年生の時に声優になることを決意。その後中学時代に、とある劇団での舞台経験を経て、高校でも演劇部に所属するなど日頃から芝居と接する環境下にあったという。A&Gアカデミーで演技を学び、『智一・美樹のラジオビッグバン』のアシスタントを務め、これが声優としての初仕事となった。
デビュー前は飲食店、アパレル、コールセンターのアルバイトをしながら生計を立てたという。
2012年にイベント上映された『一撃殺虫!!ホイホイさんLEGACY』の百目鬼まゆ役で初主演。しかしOVAが付属する単行本が発売中止になったため幻の作品となった。そのため、2014年の『未確認で進行形』の夜ノ森小紅役を初主演としている資料もある。
2020年の春、新型コロナウイルス感染症による1回目の緊急事態宣言が出た時に、プライベートの時間が増えたのをきっかけに、同年3月から囲碁の勉強を始める。20年以上前から『ヒカルの碁』が大好きだったことから興味を持ったという。その後、多い時で週4日碁会所に通うなど勉強を続け、わずか4ヶ月でアマチュア初段試験に合格。
2021年3月3日、囲碁棋士の平田智也と結婚したことを自身のブログで発表。
2021年8月から2022年3月まで、NHK囲碁フォーカスの聞き手を務めた。

## 人物
愛称は、ぱるにゃす。ふわふわっとした声が特徴。
趣味は囲碁、散歩。囲碁については2020年7月27日に初段試験（※アマチュアの初段）合格を報告している 。
姉がいる。彼女は『未確認で進行形』の紅緒を思わせるシスコン的な性格だが、紅緒から残念な部分を抜いたしっかりした姉だという。

## 出演
太字はメインキャラクター。

### テレビアニメ
2011年
- 異国迷路のクロワーゼ The Animation（女性2）
- ONE PIECE（2011年 - 2025年、女性客、島民、子供、魚人、くまの母 他）

2012年
- いのちを守る物語「約束の命」（女の子）
- ガッ活!（2012年 - 2013年、イナバ、木元、西園寺先生） - 2シリーズ
- この中に1人、妹がいる!（女生徒）
- 戦国コレクション（女生徒）
- ONE PIECE エピソードオブナミ 〜航海士の涙と仲間の絆〜（村人）
- ONE PIECE エピソードオブルフィ 〜ハンドアイランドの冒険〜（食器店店員）

2013年
- いのちを守る物語 「よりそう」（ゆうな）
- 京騒戯画（四神、子供、女子生徒）
- 聖闘士星矢Ω（母）
- たまこまーけっと（バトン部後輩）
- ファンタジスタドール（チャンパ、デコラシオン〈仏〉、アムステルダム、スクリプター）
- Free!（受付）
- 〈物語〉シリーズ セカンドシーズン（女子中学生）

2014年
- アイカツ!（服部ユウ）
- アオハライド（女子生徒、女性客）
- エスカ&ロジーのアトリエ 〜黄昏の空の錬金術士〜（ホムンクルス）
- ドラゴンボール改（女）
- ハイキュー!!（2014年 - 2016年、ユウコ） - 2シリーズ
- 未確認で進行形（夜ノ森小紅）
- ヤマノススメ セカンドシーズン（同級生B）
- 結城友奈は勇者である（2014年 - 2021年、結城友奈、高嶋友奈） - 3シリーズ

2015年
- アイドルマスター シンデレラガールズ（櫻井桃華）
- ケイオスドラゴン 赤竜戦役（メリル・シャーベット）

2016年
- 灰と幻想のグリムガル（シホル）
- ブレイブウィッチーズ（ジョーゼット・ルマール）

2017年
- けものフレンズ（2017年 - 2019年、カバ、アードウルフ） - 2シリーズ
- アイドル事変（猫平小夜）
- スクールガールストライカーズ Animation Channel（降神小織）
- アイドルマスター シンデレラガールズ劇場（2017年 - 2019年、櫻井桃華） - 4シリーズ

2018年
- ガンダムビルドダイバーズ（サラ）
- PERSONA5 the Animation（2018年 - 2019年、御船千早） - 1シリーズ + 特別編前後編
- ちびまる子ちゃん（2018年 - 2025年、お姉さん、友香）
- ムヒョとロージーの魔法律相談事務所（白鳥綾）

2019年
- ゲゲゲの鬼太郎（第6作）（水葉）
- アイカツオンパレード!（2019年 - 2020年、服部ユウ）

2020年
- はてな☆イリュージョン（長瀬先生）
- 新サクラ大戦 the Animation（本郷ひろみ）
- 半妖の夜叉姫（2020年 - 2022年、日暮芽衣） - 2シリーズ
- 神様になった日（神宮司ひかり）

2021年
- ワールドウィッチーズ発進しますっ!（ジョーゼット・ルマール）
- 結城友奈は勇者である ちゅるっと!（結城友奈、高嶋友奈、赤嶺友奈）

2022年
- デジモンゴーストゲーム（OL、ぴよちん）

2023年
- Buddy Daddies（羽生杏奈）
- アイドルマスター シンデレラガールズ U149（櫻井桃華）
- ライザのアトリエ 〜常闇の女王と秘密の隠れ家〜（リラ・ディザイアス）

2024年
- 葬送のフリーレン（ゼンゼ）

2025年
- 逃走中 グレートミッション（ステラ）

### 劇場アニメ
- ドラゴンボールZ 神と神（2013年）[47]
- たまこラブストーリー（2014年、バトン部2年生[48]）
- アイカツ! 〜ねらわれた魔法のアイカツ!カード〜 （2016年、服部ユウ）
- 結城友奈は勇者部所属（2017年、結城友奈[49]）
- ONE PIECE FILM RED（2022年）
- 夏へのトンネル、さよならの出口（2022年、浜本先生[50]）

### OVA
- 戦場のヴァルキュリア3 誰がための銃瘡（2011年、クラリッサ・キャラハン[2]）
- ドラゴンボール エピソード オブ バーダック（2011年、村人）
- Aチャンネル+smile（2012年、友達B[2]）
- 一撃殺虫!!ホイホイさんLEGACY（2012年、百目鬼まゆ[2]）
- 未確認で進行形（2014年、夜ノ森小紅[51][52]） - BD&DVD vol.1、原作コミックス第5巻 特装版
- 灰と幻想のグリムガル（2016年、シホル[53]） - BD&DVD vol.1特典
- ブレイブウィッチーズ ペテルブルグ大戦略（2017年、ジョーゼット・ルマール[54][55]）
- PERSONA5 the Animation A Magical Valentine's Day（2019年、御船千早[56]）

### Webアニメ
2010年代
- 美少女戦士セーラームーンCrystal（2015年、部員、娘）
- ているず おぶ ざ れいず 劇場（2018年、ミリーナ・ヴァイス）
- ようこそジャパリパーク（2018年、トキ、マーゲイ）
- 聖闘士星矢: Knights of the Zodiac（2019年、春麗）

2020年代
- ガンダムビルドダイバーズRe:RISE（2020年、サラ、シャングラ）
- アイドルマスター シンデレラガールズ劇場 Extra Stage（2020年、櫻井桃華）
- 暗界神使（2021年、アリ、神秘なメッセージ、少女）
- Shenmue the Animation（2022年、シェンファ）
- スポGOMI　ワールドカップエキシビジョンマッチ編（2022年、アカリ）
- アニメ『スポGOMI まちの絆づくり編』（2023年、アカリ）
- ガンダムビルドメタバース（2023年、サラ）

### ゲーム
2010年
- STORM LOVER

2011年
- 戦場のヴァルキュリア3 -Unrecorded Chronicles-（クラリッサ・キャラハン、ジゼル・フレミング）
- テイルズ オブ エクシリア（女戦士 他）

2012年
- アーシャのアトリエ 〜黄昏の大地の錬金術士〜（ホムンクルス）
- 機動戦士ガンダムオンライン（連邦女元気バージョン）
- 恋は校則に縛られない!
- 新・剣と魔法と学園モノ。刻の学園（ファラーズ）
- スティールクロニクル（リリア・クライン）
- 那由多の軌跡（エイダ）
- ねんどろいど じぇねれ〜しょん （パプキーナ、敵ねんどろいどかわしい系、ネガクライ 第一形態）
- ブレイブリーデフォルト フライングフェアリー
- ペルソナ4 ザ・ゴールデン
- モンスター烈伝 オレカバトル（ウサヌシ、アメト）

2013年
- エスカ&ロジーのアトリエ 〜黄昏の空の錬金術士〜（ホムンクルス）
- ブレイブリーデフォルト フォーザ・シークウェル
- マブラヴ オルタネイティヴ トータル・イクリプス

2014年
- アーシャのアトリエ Plus 〜黄昏の大地の錬金術士〜（ホムンクルス）
- ゴッドイーター2 ANOTHER EPISODE 防衛班の帰還（星野ウララ）
- シャイニング・レゾナンス（プリムラ）
- シャリーのアトリエ 〜黄昏の海の錬金術士〜（ホムラ）
- スクールガールストライカーズ（降神小織）
- ソニプロ（宮美也子）
- 討鬼伝 極（ホロウ）
- 不思議の幻想郷3（蘇我屠自古、モブ河童C）
- 結城友奈は勇者である （結城友奈）※BD＆DVD第1巻 初回特典PCゲーム
- WRITERZ（しょう子）
- 影牢 〜ダークサイド プリンセス〜（テルマ・ミュラー）

2015年
- アイカツ! My No.1 Stage!（服部ユウ）
- アイドルマスター シンデレラガールズ、(櫻井桃華） - 2作品
- 英雄伝説 空の軌跡 FC Evolution（マリィ）
- エスカ&ロジーのアトリエ Plus 〜黄昏の空の錬金術士〜（ホムンクルス）
- オトカ♥ドール（セイナ）
- 音速少女隊 -Photon Angels-（エリー）
- クイズマジックアカデミー 暁の鐘（ヴァニィ）
- CroixleurΣ（カテリナ）
- けものフレンズ（アードウルフ、インドゾウ、ヘラジカ、キュウビキツネ、トキ、アカカンガルー、マーゲイ、カルフォルニアラッコ）
- ゴッドイーター2 レイジバースト（星野ウララ）
- シューティングガール（新城アキラ）
- 白猫プロジェクト (マイ、ユーカレア・アインヴァッカ）
- 神撃のバハムート（チャット）
- 戦国姫譚MURAMASA-雅-（直江景綱、安田長秀）
- ソウル・オブ・セブンス（アステロ）
- フォルティシア SEGA×LINE（フローテ、センカ、バーサ、メリーナ、モンス、ラマス、パオラ、リリウム）
- 部活少女バトル（路田玲緒奈）
- 不思議の幻想郷 -THE TOWER OF DESIRE-（蘇我屠自古、モブ河童C）
- ミラクルガールズフェスティバル（夜ノ森小紅）
- 物部布都と7つの試練（蘇我屠自古）
- モン娘☆は〜れむ（ノルン、ジュピセル、ドクターむむ、マリエール、イリア）
- 結城友奈は勇者であるS （結城友奈） - BD＆DVD第6巻 初回特典PCゲーム
- 結城友奈は勇者である 樹海の記憶（結城友奈）
- 嫁コレ（結城友奈）
- ロイヤルフラッシュヒーローズ（アザミ、フレア）

2016年
- アイカツ! フォトonステージ!!（服部ユウ）
- アイドル事変（猫平小夜）
- クイズマジックアカデミー トーキョーグリモワール（ヴァニィ）
- シャリーのアトリエ Plus 〜黄昏の海の錬金術士〜（ホムラ）
- 超銀河船団∞ -INFINITY-（キクカワミユキ）
- ドリフトガールズ（大嶋彩乃）
- ヴァルキリーコネクト（錬金術師マチス、夢魔リシエラ、苑神モリー、双剣士リーザ、フリームスルス）
- ヴァンパイア†ブラッド-月戯（ルナ）-（キティ・フローレンス）
- ビーナスイレブンびびっど！（ノルン）
- 不思議の幻想郷 TOD RELOADED（蘇我屠自古）
- ブレイブソード×ブレイズソウル（災厄の黒い牙ジエンド、ジエンド＝NULL、ツクヨミ）
- りりくる Rainbow Stage!!!（高月紗恵香）
- ワールド エンド エクリプス（クララ、鬼切丸）

2017年
- あくしず戦姫 〜戦場を駆ける乙女たち〜（2016年 - 2017年、IV号戦車F型、瑞鶴、マルダーIII、IV号戦車/70(V)、九七式艦上攻撃機、He111H-3、Fw190A-8）
- UNLEASHED（ママ2号 / リル）
- オオカミ姫（ノルン）
- クイズマジックアカデミー THE WORLD EVOLVE（ヴァニィ〈ヴァネッサ〉 / グリム・ヴァニィ〈ヴァネッサ〉）
- スーパーロボット大戦V（ロッティ〈シャルロッテ・ヘイスティング〉）
- テイルズ オブ ザ レイズ（ミリーナ・ヴァイス）
- BTOOOM！オンライン（プレイヤーボイス）
- ブレイブウィッチーズVR-Operation Baba_yaga-雪中迎撃戦（ジョーゼット・ルマール）
- 無双☆スターズ（ホロウ）
- 結城友奈は勇者である 花結いのきらめき（2017年 - 2022年、結城友奈、高嶋友奈、赤嶺友奈、芙蓉・リリエンソール・友奈）
- ウチの姫さまがいちばんカワイイ（結城友奈）
- 輝星のリベリオン（2017年 - 2018年、ノルン、ブリュンヒルデ）

2018年
- GI-VICTORY ROAD（小倉さくら ）
- スクールガールストライカーズ 〜トゥインクルメロディーズ〜（降神小織）
- クイズマジックアカデミー MAXIVCORD（ヴァニィ〈ヴァネッサ〉 / グリム・ヴァニィ〈ヴァネッサ〉）
- クイズRPG 魔法使いと黒猫のウィズ（エリン・イエイツ）
- HEXIA（HEXYS-1号）
- 結城友奈は勇者であるA（結城友奈）※結城友奈は勇者である-勇者の章- BD封入特典ゲームDVD
- LORD of VERMILION IV（結城友奈）
- 刀使ノ巫女 刻みし一閃の燈火（結城友奈）
- 戦国アスカZERO（結城友奈）
- ゴッドイーター レゾナントオプス（プリシラ、星野ウララ、ミリーナ）
- アンジュ・ヴィエルジュ 〜ガールズバトル〜（結城友奈）
- 逆転オセロニア（パールヴァティー）
- ロボットガールズZ ONLINE（チグルE7）
- 伝説対決 -Arena of Valor-（クリシー）
- HIDE AND FIRE（ケイト）
- ゴッドイーター3（プレイヤーボイス）

2019年
- シェンムーIII（玲莎花）
- 共闘ことばRPG コトダマン（アードウルフ）
- JUMP FORCE（アバターボイス）
- ホップステップジャンパーズ（大海のマリン）
- エターナルリンケージ（ゲルダ）
- 三国BASSA!!（王昭君、曹真）
- スーパーロボット大戦T（ロッティ〈シャルロッテ・ヘイスティング〉）
- クイズマジックアカデミー 軌跡の交叉 -Xross Voyage-（ヴァニィ〈ヴァネッサ〉 / グリム・ヴァニィ〈ヴァネッサ〉）
- RELEASE THE SPYCE secret fragrance（結城友奈）
- 不思議の幻想郷 -ロータスラビリンス-（蘇我屠自古 他）
- ライザのアトリエ 〜常闇の女王と秘密の隠れ家〜（リラ・ディザイアス）
- 天華百剣 -斬-（石切、結城友奈）
- ペルソナ5 ザ・ロイヤル（御舟千早）
- 乖離性ミリオンアーサー（異界型リラ）
- かんぱに☆ガールズ（リラ・ディザイアス、ティクル・ルフォー）
- OVERHIT（メイリン）
- 新サクラ大戦（本郷ひろみ）
- アトリエ 〜黄昏の錬金術士 トリロジー〜DX（ホムンクルス、ホムラ）
- Shadowverse（チャット、ゴーグルモール）

2020年
- エンゲージソウルズ（コトネ）
- 東方スペルバブル（西行寺幽々子）
- けものフレンズ3（カバ、アードウルフ）
- 一血卍傑-ONLINE-（キッショウテン）
- アークナイツ（ススーロ）
- ブレイドエクスロード（ルルア）
- クイズマジックアカデミー 輝望の刻（ヴァニィ〈ヴァネッサ〉 / グリム・ヴァニィ〈ヴァネッサ〉）
- クラッシュフィーバー（アリス）
- ゴエティアクロス（2020年 - 2022年、アラート、舞矢アラート、ゼパル）
- ワールドウィッチーズ UNITED FRONT（ジョーゼット・ルマール）
-  オルタナティブガールズ2（結城友奈）
- ライザのアトリエ2 〜失われた伝承と秘密の妖精〜（リラ・ディザイアス）

2021年
- ラクガキ キングダム（鳳桐子）
- ウマ娘 プリティーダービー（ゼンノロブロイ）
- アニマエ・アルケー（麗鳴、鋼）
- FUSHO-浮生-（謝詩涵）
- アイドルマスター ポップリンクス（櫻井桃華）
- 戦国無双5（瀬名）
- テイルズ オブ アスタリア（ミリーナ・ヴァイス）
- アーテリーギア -機動戦姫-（シリウス、リラ・ディザイアス、レウィシア）
- パニリヤ・ザ・リバイバル（リラ・ディザイアス）
- COUNTER: SIDE（ルミ）
- ガーディアンテイルズ（ティニア）

2022年
- D_CIDE TRAUMEREI（和地かなた）
- 蒼き雷霆 ガンヴォルト 鎖環（グラツィエ）
- 東方電幻景（西行寺幽々子）
- ゼノブレイド3（シャナイア・リイド）
- ワールドフリッパー（マノカ）
- アズールレーン（リラ・ディザイアス）

2023年
- ライザのアトリエ3 〜終わりの錬金術士と秘密の鍵〜（リラ・ディザイアス〈リラ〉）
- アサルトリリィ Last Bullet（結城友奈）
- 崩壊:スターレイル（リンクス）
- レスレリアーナのアトリエ 〜忘れられた錬金術と極夜の解放者〜（リラ）
- 東方LostWord（博麗霊夢((妖-霊符)楽園の素敵な巫女)、博麗霊夢((妖-夢符)楽園の素敵な巫女)、四季映姫・ヤマザナドゥ(地下廃区画のデポマスター)、レミリア・スカーレット(流水と日射に備える吸血鬼)、フランドール・スカーレット(流水と日射に備える吸血鬼の妹)）

2024年
- 東方幻想エクリプス（蓬莱山輝夜）
- カルドアンシェル（グラツィエ）
- DUEL MASTERS PLAY'S（リラ、夢幻大帝ネロ・ソムニス）
- 勝利の女神:NIKKE（レッドシューズ）

2025年
- ORE'N（ウサヌシ / アメト）

### ドラマCD
2010年
- タナトスの双子1917（女性A）

2011年
- 妹が多すぎて眠れないCD（つみれ）※「俺の妹が××すぎて眠れないCD」 初回限定版付属
- この世 異聞 〜狐の嫁入り〜（茅野）
- 空の軌跡外伝 The book of CARNELIA

2012年
- さくら荘のペットな彼女
- ハカセがっ!!

2013年
- ゴミ溜めPEACE（エース・アッカーソン）
- わーなびっ.jk（とりい裕美）

2014年
- 愛犬わをん 〜唐傘お化けと忘れん坊〜（新島モア）
- TVアニメ 未確認で進行形 公式ファンブック MDS OFFICIAL REPORT 録り下ろしドラマCD（夜ノ森小紅）

2015年
- アイドルマスター シンデレラガールズ 「Treasure of Exploration」（櫻井桃華）※テレビアニメ BD / DVD 第6巻 完全生産限定版特典ドラマCD
- あの娘にキスと白百合を ドラマCD1&2（白峰あやか）
- 落ちてきた龍王と滅びゆく魔女の国（ノノエル・ノリス・ハインドラ）
- ドラマCD「ケイオスドラゴン 赤竜戦役」赤の章（メリル・シャーベット）
- 「セブンスドラゴン2020」ドラマ&ビジュアルコレクションディスク（アオイ）
- 魔技科の剣士と召喚魔王 ドラマCD（音無輝夜）
- 未確認で進行形 コミックス6巻 ドラマCD付き特装版（夜ノ森小紅）
- 結城友奈は勇者である 樹海の記憶 限定版特典ドラマCD（結城友奈）

2016年
- あの娘にキスと白百合を ドラマCD3&あの娘にキスと白百合を ドラマCD 最終巻（白峰あやか）
- ざるそば（ドラマCD）（姫ノ宮ざるそば）
- 乃木若葉は勇者であるVol.1&2（高嶋友奈）
- 姫さま狸の恋算用（近衛百香）
- 未確認で進行形 コミックス7巻 ドラマCD付き特装版（夜ノ森小紅）
- ドラマCD りりくる Vol.7「輝く!? スターの条件!」（高月紗恵香）※初回限定版封入

2017年
- アイドルマスター シンデレラガールズ U149（櫻井桃華）※第1 - 2巻特別版オリジナルCD
- ブレイブウィッチーズ ウィッチーズ・ボイスレポートCD（ジョーゼット・ルマール）※BD&DVD第3巻特典
- ブレイブウィッチーズ 秘め歌コレクション 録り下ろしドラマCD（ジョーゼット・ルマール）※Vol.3&Vol.4 Amazon同時購入特典
- 未確認で進行形 コミックス8巻 ドラマCD付き特装版（夜ノ森小紅）
- ぱかラジッ!〜ウマ娘広報部〜
ドラマCD メイクデビュー・トレセン学園 Vol.1（ゼンノロブロイ）※イベント限定グッズ

2018年
- 灰と幻想のグリムガル level.13 ドラマCD付き特装版（シホル）
- 未確認で進行形 コミックス9巻 ドラマCD付き特装版（夜ノ森小紅）
- アイドルマスター シンデレラガールズ U149（櫻井桃華）※第4巻特別版オリジナルCD
- PERSONA5 the Animation（御船千早）※BD&DVD第7巻限定版特典オリジナルボイスドラマCD

2019年
- TVアニメ「灰と幻想のグリムガル」CD-BOX 2「 Grimgar, Ashes and Illusions "ENCORE" 」（シホル）※新規書き下ろしドラマCD
- りりくる Rainbow Stage!!! 〜Pure Dessert〜 Vol.7-B『Blooming moonlit』、Vol.7-C『Cheerful sunflower』（高月紗恵香）
- 光る猫爪（直方愛）

2020年
- 未確認で進行形 コミックス11巻 ドラマCD付き特装版（夜ノ森小紅）

2023年
- 蒼き雷霆ガンヴォルト鎖環　燦爛たる黄金律 （スペクトルシアター) ファンディスク（グラツィエ）

### ラジオドラマ
- 青山二丁目劇場
  - 「おい、麗子さんがゴキゲンななめだぞ!」[61]
  - 「彼女には秘密がある」（法月ゆづほ[61]）
  - 「カフェ・リバティーのやんごとなき御方」（結奈[242]）
  - 「爆弾じゃね?」（坂井[61]）
  - 「ハナサケ、ウヅキ」（春日井智華[61]）
  - 「ヒトメボレ」（令奈[243]）
  - 「うちの弟は世界一可愛い」（沙也[244])
  - 「ループする友達」（春香[245])
  - 「ドッキリ！本能寺」（歴女[246][247])

### ASMR
2021年
- ASMR占い少女との思い出～しずくと過ごす茜色の放課後～（2021年、玄墨しずく）

### オーディオドラマ
2024年
- 空っぽ聖女として捨てられたはずが、嫁ぎ先の皇帝陛下に溺愛されています（ティアナ）
- 最近、婚約者の悪役令嬢の様子がおかしい……鮮血の薔薇、エリザ（エリザ）

### デジタルコミック
- 空っぽ聖女として捨てられたはずが、嫁ぎ先の皇帝陛下に溺愛されています（2024年、ティアナ[249][250]）※コミックス第2巻特典二次元コード

### 吹き替え
- iCarly（女性[2]）

### ラジオ
※はインターネット配信。
- 智一・美樹のラジオビッグバン（アシスタント：第9期BGP）（2009年 - 2010年、文化放送）[23]
- アクターズゲート・よってく? Dolce milka（2010年、超!A&G+※）[23]
- まんけん!（2011年、超!A&G+※）[23]
- がちヨミ!デコよみ!?（2011年 - 2012年、ラジオ大阪）
- まんけん!AG-ON（2012年 - 2014年、AG-ON※）[2]
- 未確認で進行形〜うまく言えないのでラジオで確認してください〜（2014年、音泉※）[251]
- ラジオ「結城友奈は勇者である」勇者部活動報告（2014年 - 2015年、音泉※）[252]
- ラジオ「結城友奈は勇者である」勇者部活動報告 春夏秋冬（2015年 - 2017年、音泉※）[253]
- 春佳・彩花のSSちゃんねる（2015年 - 2023年、超!A&G+※、ニコニコ動画※、シーサイドチャンネルYouTubeチャンネル※）[254]
- 吉田照井の飛べ!カルボナーラ（2015年、超!A&G+※）特番[255]
- 灰と幻想のグリムガル 何もないラジオ（2015年 - 2016年、音泉※）[256]
- 春佳と恵理子のりりくるRadio Stage!!!（2016年、音泉※）[257]
- 結城友奈は勇者である 勇者部活動報告〜ラジオの章〜（2017年 - 2018年、音泉※）[258]
- ラジオ『結城友奈は勇者である 花結いのきらめき』勇者部活動報告（2020年 - 2021年、音泉※）[259]
- サンセルモ presents 結婚式は あいのなか で（2021年9月4日・11日、2023年11月4日・11日、超!A&G+※、文化放送広報 YouTubeチャンネル※）- 野中藍の産休に伴う代理、体調不良に伴う代理
- 結城友奈は勇者である 勇者部活動報告〜大ラジオの章〜（2021年 - 2022年、音泉※）[260]
- ラジオ「『結城友奈は勇者である 花結いのきらめき』勇者部活動報告 きらめきの章」（2022年、音泉※、YouTube「KADOKAWA Anime Channnel」※）[261]
- 『結城友奈は勇者である 花結いのきらめき 』勇者部活動報告 うぇ～ぶ（2023年、音泉※、G'sチャンネル※）[262]

### ラジオCD
- 未確認で進行形〜うまく言えないのでラジオで確認してください〜 （2014年）
  - ラジオCD Vol.1 - 3[263][264][265]
  - ラジオCD Vol.1 - 3 音泉通販特典CD[266][267][268]
  - ＜音泉＞スペシャルCD2014夏[269]
  - グッズセット 録りおろし特別CD[270]
- ラジオ「結城友奈は勇者である」勇者部活動報告
  - ＜音泉＞スペシャルCD2014冬（2014年）[271]
  - ラジオCD Vol.1 - 3（2015年）[272][273][274]
  - ＜音泉＞サプリCD2015春（2015年）[275]
  - ＜音泉＞スペシャルCD2015夏（2015年）[276]
- ラジオ「結城友奈は勇者である」勇者部活動報告 春夏秋冬
  - ＜音泉＞スペシャルCD2015冬（2015年）[277]
  - DJCD ラジオ「結城友奈は勇者である」勇者部活動報告 春夏秋冬 出張版 After Days（2015年）[278]
  - ＜音泉＞スペシャルCD2017夏（2017年）[279]
  - ＜音泉＞スペシャルCD2017冬（2017年）[280]
  - ラジオCD「結城友奈は勇者である 勇者部活動報告」春夏秋冬（2017年）[281]
  - 【音泉通販特典】「勇者部活動報告・春夏秋冬」スペシャルラジオCD（2017年）[282]
- 結城友奈は勇者である 勇者部活動報告〜ラジオの章〜
  - DJCD「結城友奈は勇者である 勇者部活動報告〜ラジオの章〜」（2017年）[283]
  - DJCD「結城友奈は勇者である 勇者部活動報告〜ラジオの章〜」 Vol.2（2019年）[284]
  - ラジオCD Vol.1 - 3（2018年）[285][286][287]
  - ＜音泉＞スペシャルCD2018夏（2018年）[288]
- ラジオ『結城友奈は勇者である 花結いのきらめき』勇者部活動報告
  - ＜音泉＞スペシャルCD 2020冬（2020年）[289]
  - ＜音泉＞スペシャルCD 2021夏（2021年）[290]
  - ラジオCD「結城友奈は勇者である 花結いのきらめき」勇者部活動報告[291]
- 結城友奈は勇者である 勇者部活動報告〜大ラジオの章〜
  - ＜音泉＞スペシャルCD 2021冬（2021年）[292]
  - ラジオCD「結城友奈は勇者である 勇者部活動報告～大ラジオの章～」[293]
- ラジオ「『結城友奈は勇者である 花結いのきらめき』勇者部活動報告 きらめきの章」
  - ＜音泉＞スペシャルCD 2022夏（2022年）[294]
- ラジオCD&DVD カフェ de サファイリーズ（2015年）[295]※ゲスト
- 「特典ラジオCD ゆきよとはるかのサファイリーズEXTRA」（2015年）[296]※サファイリーズ夏コミセット
- 灰と幻想のグリムガル 何もないラジオ
  - お試しワンコインラジオCD特別版（2015年）[297]
  - ラジオCD Vol.1 - 2（2016年）[298][299]
- 春佳・彩花のSSちゃんねる
  - カウントダウンCD2015（2015年）[300]
  - カウントダウンCD2016（2016年）[301]
  - カウントダウンCD2017（2017年）[302]
  - カウントダウンCD2018（2018年）[303]
  - カウントダウンCD2019（2019年）[304]
  - DJCD vol.1 in名古屋&vol.2 in岩手（2016年）[305][306]
  - MUSIC HOURS〜SEASIDE LIVE FES 2016〜（2016年）[307]
  - 静岡銀行Ｘ文化放送 超!A&G+ コラボキャンペーン 特典CD（2017年）[308]
  - DJCD vol.3 in静岡・浜松観光&vol.4 in静岡・お茶巡り（2017年）[309][310]
  - SEASIDE LIVE FES 2017〜RAINBOW〜（2017年）[311]
  - DJCD vol.5〜おいでやす、秋の京都・嵐山巡り〜&vol.6〜〜ルンルン♪神戸ハイカラデート〜（2018年）[312][313]
  - 〜初夏のご新規さんいらっしゃ〜い2018〜（2018年）[314]
  - DJCD vol.7〜わくわく感動の栃木ツアーin那須どうぶつ王国&vol.8〜どきどき衝撃の栃木in那須ハイランドパーク〜（2018年）[315][316]
  - 〜ふたりでできるもん！SSクッキング（2018年）[317]※第121回〜133回の放送音源
  - 〜さんにんでもSS!いらっしゃい、田丸氏!〜（2018年）[318]※第134回〜146回の放送音源
  - 「SEASIDE WINTER FESTIVAL 2019 SPECIAL DVD 春佳・彩花のSSちゃんねるwith巽悠衣子」（2019年）[319]※第147回〜159回までの放送音源
  - 特別版CD Sweet Side（2019年）[320]
  - たかみなパラダイス（2019年）[321]※第160回〜172回の放送音源
  - COME² 吉田有里（2019年）[322] ※第173回〜185回の放送音源
  - スワチェラージャパン（2019年）[323] ※第186回〜198回の放送音源
  - Welcome SS Home Party（2020年）[324]  ※第199回〜211回の放送音源
  - SSちゃんねる×検証TV！ コラボDVD（2021年）[325]  ※第212回〜224回の放送音源
  - 夏キャン 2021 SSちゃんねる福袋 vol.1 初級編（2021年）[326]
  - ”夏キャン2021”~SSちゃんねる福袋vol.2中級編~（2021年）[327]
  - トークCD『SSちゃんねる福袋vol.3上級編』（2021年）[328]
- 春佳と恵理子のりりくるRadio Stage!!!（2016年）
  - ラジオCD[329]
  - ラジオCD 音泉通販限定特典 録りおろしラジオCD[329]
  - 「カラフル・ハート・ステージ！」限定CD[330]※会場限定CD
- Seaside Summer Campaign 2021 各番組パーソナリティによるミニトーク集（2021年）[331]
- Seaside Winter Campaign 2021 各番組パーソナリティによるミニトーク集（2021年）[332]

### ナレーション
- NHKスペシャル 無縁社会（NHK総合[2]）
- C-POP world 華流（BSジャパン[2]）
- きがきく食卓（BSフジ）
- ワンワンパッコロ!キャラともワールド（NHK BSプレミアム[2]）
- ソノサキ 〜のぞいてみたらスゴかった!!!〜（2016年 - 2017年、ソノサキちゃん[333]、テレビ朝日）
- ソノサキ 〜知りたい見たいを大追跡!〜（2017年 - 2019年 、ソノサキちゃん[334]、テレビ朝日）※最終回で顔出し有り
- 東急百貨店 CM（2017年）[335]
- AnimeJapan 2019 ファミリーアニメフェスタ2019 15秒CM （2019年）[336]
- Mirrativ CM（2019年）[337]
- 映画『ヲタクに恋は難しい』公開記念特番「ヲタ恋、オフ会始めます」特別版（2020年、YouTube)
- 一軒家まるごと壊す!洋食の老舗「日本橋たいめいけん」解体…お宝も出たぞSP（2020年[338]、テレビ東京）
- 新春囲碁スペシャル 人気チームでリレーGOバトル!（2022年、NHK Eテレ）[339]
- 「毎日、牛乳飲もう」TVCM（2022年、マッキィ[340]）
- 電撃G's magazine 30周年記念CM（2022年、結城友奈[341]）
- やまコレ 山形ラーメンはしご旅　１泊２日編（2024年4月19日、NHK東北）

### ボイスオーバー
- イチハチ（TBS[2]）
- クローズアップ現代（NHK総合[2]）
- シルシルミシルさんデー（テレビ朝日[2]）
- 世界の果てまでイッテQ!（日本テレビ[2]）
- ワールドWaveトゥナイト（NHK BS1[2]）

### テレビ番組
※はインターネット配信。
- アイドル動鑑声ドル篇（2011年3月27日、BSフジ）
- TVアニメ『未確認で進行形』ニコニコ生放送 トーク番組〜夜までみんなで ぐッ!〜（2014年1月12日 - 4月6日、ニコニコ生放送※）[342]
- 「結城友奈は勇者である」勇者部活動生報告（2014年10月10日 - 2015年6月12日、ニコニコ生放送※）[343]
- アニメマシテ（2015年3月23日・3月31日、テレビ東京）MC
- はるかとゆきよのオフレコ!（2015年9月2日 - 2017年2月22日、Pigoo）[344]
- アイドル事変応援番組 てるぞースタジオ（2015年12月11日 - 2017年1月18日、ニコニコ生放送※）[345]
- 『灰と幻想のグリムガル』 義勇兵宿舎団欒室（2016年2月5日 - 4月3日、ニコニコ生放送※）[346]
- 囲碁フォーカス（2021年8月17日 - 2022年3月20日、NHK Eテレ）MC、囲碁講座聞き手[347]
- 大好き♡東北　定禅寺しゃべり亭（2024年3月9日、NHK東北）本人出演

### 映像商品
2013年
- 未確認で進行形 原作コミックス第4巻 DVD付き限定版

2014年
- 未確認で進行形 BD&DVD vol.1、3、5、6※映像特典

2015年
- ラジオCD＆DVD カフェ de サファイリーズ
- 声優シェアハウス 津田美波の津田家-TSUDAYA- Vol.1※ゲスト
- 声優DVD フレンズシリーズ 大空直美&藤井ゆきよ&照井春佳
- ぽにきゃんぜん部! クリスマスDVD
- 結城友奈は勇者である 勇者部活動報告 卒業旅行DVD in 香川
- 結城友奈は勇者である 勇者部活動報告 Vol.3 きゃにめ.jp&音泉通販特典DVD

2016年
- THE IDOLM@STER CINDERELLA GIRLS 3rdLIVE シンデレラの舞踏会 -Power of Smile- Blu-ray Day2
- 灰と幻想のグリムガル Vol.1 - 6※特典映像
- 灰と激奏のグリムガル -Grimgar, Live and Act-
- 『MUSIC HOURS〜SEASIDE LIVE FES 2016〜』※メイキング映像付き
- 春佳・彩花のSSちゃんねる DJCD vol.1 in名古屋&vol.2 in岩手※同梱の特別映像企画DVD
- はるかとゆきよのオフレコ! Vol.1
- 「ブレイブウィッチーズ」 エンディング・テーマ コンプリート・コレクション DVD付き限定盤※キャスト対談
- 未確認で進行形 Blu-ray BOX 特典映像「未確認で旅行形」
- 結城友奈は勇者である character songs 「勇気のバトン」 特別盤DVD※満開祭り 2015.3.15の映像

2017年
- SEASIDE WINTER FESTIVAL 2016
- SEASIDE SUMMER FESTIVAL 2016 〜シーサイド大運動会〜
- SEASIDE LIVE FES 2016 前日祭
- SEASIDE LIVE FES 2016
- 『SEASIDE LIVE FES 2017〜RAINBOW〜』※メイキング映像付き
- 春佳・彩花のSSちゃんねる
  - SSちゃんねる祭り1日目&2日目
  - DJCD vol.3 in静岡・浜松観光&vol.4 in静岡・お茶巡り※同梱の特別映像企画DVD
  - オフィシャルパンフレット ※Real DreamのMVを収録したDVD付き

- はるかとゆきよのオフレコ! Vol.2
- 結城友奈は勇者である-結城友奈の章- Blu-ray※満開祭り 2015.3.15の映像
- ラジオ「結城友奈は勇者である 勇者部活動報告」打ち上げ宴会DVD
- 結城友奈は勇者である-鷲尾須美の章- Blu-ray※満開祭り2 2016.11.13イベント映像

2018年
- SEASIDE WINTER FESTIVAL 2017
- SEASIDE SUMMER FESTIVAL 2017 in OSAKA
- SEASIDE LIVE FES 2017前夜祭
- SEASIDE LIVE FES 2017
- SEASIDE WINTER FESTIVAL2018
- SEASIDE SUMMER FESTIVAL2018&シーサイド大運動会
- 春佳・彩花のSSちゃんねる
  - SSちゃんねる〜秋のスパークリングショー〜
  - DJCD vol.5〜おいでやす、秋の京都・嵐山巡り〜＆vol.6〜〜ルンルン♪神戸ハイカラデート〜 ※同梱の特別映像企画DVD
  - DJCD vol.7〜わくわく感動の栃木ツアーin那須どうぶつ王国＆vol.8〜どきどき衝撃の栃木in那須ハイランドパーク〜 ※同梱の特別映像企画DVD
  - オフィシャルパンフレット2※同梱の特別映像企画DVD
  - 〜ふたりでできるもん！SSクッキング
  - 〜さんにんでもSS!いらっしゃい、田丸氏!〜

- 結城友奈は勇者である-勇者の章- Blu-ray※満開祭り3 2018.3.4イベント映像
- P's LIVE!05 Go! Love&Passion!! Blu-ray※きゃにめプライム会員ポイント交換アイテム＆独占配信
- THE IDOLM@STER CINDERELLA GIRLS 5thLIVE TOUR Serendipity Parade!!!@SAITAMA SUPER ARENA

2019年
- 春佳・彩花のSSちゃんねる
  - 「SEASIDE WINTER FESTIVAL 2019 SPECIAL DVD 春佳・彩花のSSちゃんねるwith巽悠衣子」
  - たかみなパラダイス
  - COME² 吉田有里
  - オフィシャルパンフレット3※同梱の特別映像企画DVD
  - スワチェラージャパン

- SEASIDE WINTER FESTIVAL 2019
- SEASIDE SUMMER FESTIVAL 2019
- あどりぶDVD ぱるぱるぱーりぃ
- 高田憂希TV!2
- ぱるぱるフレンドパーク
- 灰と幻想のグリムガル Blu-ray BOX※灰と激奏のグリムガル -Grimgar, Live and Act-映像

2020年
- 春佳・彩花のSSちゃんねる
  - Welcome SS Home Party
  - 春佳・彩花のSSちゃんねる×高田憂希〜SSちゃんねるの謎〜

- ぱるぱるフレンドパーク2

2021年
- 春佳・彩花のSSちゃんねる
  - SSちゃんねる×検証TV! コラボDVD
  - 〜SSヒーリングルーム~

- SEASIDE 10th Anniversary DVD 諏訪彩花編
- THE IDOLM@STER CINDERELLA GIRLS Broadcast & LIVE Happy New Yell !!! Blu-ray BOX
- SEASIDE 10th Anniversary DVD -東北声優編-

### 舞台・朗読劇
- 「マンガヤ」 アテレコライブ（2014年、舞燈アヤ[416]）
- DREAM☆TOUR! 突き進め! ENTERTAINMENT!!（2016年1月15日 - 17日、舞台[417]）
- 灰と激奏のグリムガル -Grimgar, Live and Act-（2016年6月19日、シホル[418]）
- READPIA朗読劇「芙蓉友奈は語部となる」（2023年10月8日、芙蓉・リリエンソール・友奈[419]）

### パチンコ・パチスロ
- パチスロ 結城友奈は勇者である（2017年、結城友奈[420]）
- P結城友奈は勇者である（2020年、結城友奈[421]）

### 雑誌
- もっとガンプラ楽しもうwithガンダムビルドダイバーズ（2018年）※川口名人との対談
- 週刊碁（2020年9月14日号「あの人に聞く」声優 照井春佳さん[422]）
- NHK囲碁講座
  - 2021年8月号[423]
  - 2021年9月号[424]
  - 2021年10月号[425]
  - 2021年11月号[426]
  - 2021年12月号[427]
  - 2022年1月号[428]
  - 2022年2月号[429]
  - 2022年3月号[430] ※本人が表紙
- 囲碁観戦が10倍楽しくなる本[431] ※特別ロングインタビュー

### その他コンテンツ
- 解禁!マル秘ストーリー 〜知らざる真実〜（日記の朗読[2]）
- 米国女子ゴルフLPGAハイライト（CGキャラクター「エル」：BS12トゥエルビ[2]）
- ゆうどきネットワーク（ニャン太郎：NHK[2]）
- KANAGAWA発!“せんたん”エコロジー（2011年、ロジの声：テレビ神奈川[2]）
- 進研ゼミマンガWEB版（2012年、朝比奈恵[432]）
- 音泉インフォメーション ナビゲーター（2014年1月、2015年12月）
- 結城友奈は勇者である 実況動画（2014年）[433][434]※BD＆DVD第1巻 初回特典PCゲーム
- 結城友奈は勇者であるS 実況動画（2015年）[435][436]※BD＆DVD第6巻 初回特典PCゲーム
- アイドルマスター シンデレラガールズ オリジナルボイス入り目覚まし時計（2017年、櫻井桃華[437]）
- 声モニ（2017年、モーニングコールサービス）[438]
- しゃべる!けものフレンズ LINE スタンプ（2017年、カバ'[439]）
- テイルズ オブ ザ レイズ 配信開始記念スキット（2017年、ミリーナ・ヴァイス）[440]
- 結城友奈は勇者である 花結いのきらめき プレイ動画（2017年）[441]
- アニメ『アイドルマスター シンデレラガールズ劇場 3rd SEASON』DVD/BD 第2巻 特典CD「なんちゃってコメンタリー」（2018年）
- 義母と娘のブルース（TBS、2018年7月17日：劇中アニメ『ドリームプチキュア』）[442]
- 中居正広の金曜日のスマイルたちへ（TBS、2021年）[443]
- ゆゆゆ勇者部（2021年）[444]
- 銭形砂絵（琴弾公園の展望台）観光音声案内（2022年、結城友奈[445]）
- ビジュアルオーディオドラマ「芙蓉友奈は語部となる」（2023年、芙蓉・リリエンソール・友奈）[446]

## ディスコグラフィ

### キャラクターソング
| 発売日   | 商品名 | 歌 | 楽曲                                                                                      | 備考                                                                       |
| 2014年   | 2014年 | 2014年 | 2014年                                                                                    | 2014年                                                                     |
| -------- | --- | --- | ----------------------------------------------------------------------------------------- | -------------------------------------------------------------------------- |
| 2月19日  | とまどい→レシピ | みかくにんぐッ！ | 「とまどい→レシピ」                                                                       | テレビアニメ『未確認で進行形』オープニングテーマ                           |
| 2月19日  | とまどい→レシピ | みかくにんぐッ！ | 「放課後ばけーしょん」                                                                    | テレビアニメ『未確認で進行形』関連曲                                       |
| 2月19日  | まっしろわーるど | みかくにんぐッ！ | 「まっしろわーるど」                                                                      | テレビアニメ『未確認で進行形』エンディングテーマ                           |
| 2月19日  | まっしろわーるど | みかくにんぐッ！ | 「ぜんたい的にセンセーション」                                                            | テレビアニメ『未確認で進行形』関連曲                                       |
| 3月19日  | 未確認でキャラソン01 | 夜ノ森小紅（照井春佳） | 「ほんとのきもち」 「ラブ♡スペシャリテ」 「ぜんたい的にセンセーション（小紅 soro mix.）」 | テレビアニメ『未確認で進行形』関連曲                                       |
| 3月19日  | 未確認で進行形 DVD & Blu-ray Vol.1 音声特典 キャラクターソングCD                                                                 | ひばり高校1年3組 | 「めっせーじ！」                                                                          | テレビアニメ『未確認で進行形』関連曲                                       |
| 3月19日  | 未確認で進行形 DVD & Blu-ray Vol.1 音声特典 キャラクターソングCD                                                                 | 夜ノ森小紅（照井春佳） | 「とまどい→レシピ（starring 小紅）」                                                      | テレビアニメ『未確認で進行形』関連曲                                       |
| 5月14日  | 未確認で進行形 DVD & Blu-ray Vol.3 音声特典 キャラクターソングCD                                                                 | ひばり高校ひみつ組 | 「無関係でも親交中」                                                                      | テレビアニメ『未確認で進行形』関連曲                                       |
| 11月5日  | ホシトハナ | 讃州中学勇者部 | 「ホシトハナ」                                                                            | テレビアニメ『結城友奈は勇者である』オープニングテーマ                     |
| 11月19日 | Aurora Days | 讃州中学勇者部 | 「Aurora Days」                                                                           | テレビアニメ『結城友奈は勇者である』エンディングテーマ                     |
| 2015年   | | |                                                                                           |                                                                            |
| 1月21日  | 結城友奈は勇者である BD・DVD第2巻初回特典CD                                                                                      | 結城友奈（照井春佳） | 「ホシトハナ 友奈ソロver.」 「AuroraDays 友奈ソロver.」                                   | テレビアニメ『結城友奈は勇者である』関連曲                                 |
| 1月21日  | 結城友奈は勇者である BD・DVD第2巻初回特典CD                                                                                      | 結城友奈（照井春佳）、三好夏凜（長妻樹里） | 「○△□」                                                                                   | テレビアニメ『結城友奈は勇者である』関連曲                                 |
| 3月18日  | 未確認で歌唱形 〜主題歌やらそうじゃないのやら色々入っているのでとにかく聴いてください。〜                                        | みかくにんぐッ！ | 「未確認ふゅーちゃー」                                                                    | テレビアニメ『未確認で進行形』関連曲                                       |
| 4月15日  | 結城友奈は勇者である BD・DVD第5巻初回特典CD                                                                                      | 結城友奈（照井春佳） | 「Aurora Days 第十一話ver.」                                                              | テレビアニメ『結城友奈は勇者である』エンディングテーマ                     |
| 4月15日  | 結城友奈は勇者である BD・DVD第5巻初回特典CD                                                                                      | 讃州中学勇者部 | 「Aurora Days 第十二話ver.」                                                              | テレビアニメ『結城友奈は勇者である』エンディングテーマ                     |
| 8月5日   | Delta Decision | エィハ（沢城みゆき）、婁（内田真礼）、メリル（照井春佳） | 「Delta Decision」 「Tri-Axis」                                                           | テレビアニメ『ケイオスドラゴン 赤竜戦役』エンディングテーマ                |
| 11月18日 | THE IDOLM@STER CINDERELLA MASTER 040 櫻井桃華                                                                                    | 櫻井桃華（照井春佳） | 「ラヴィアンローズ」                                                                      | ゲーム『アイドルマスター シンデレラガールズ』関連曲                        |
| 2016年   | | |                                                                                           |                                                                            |
| 3月2日   | 結城友奈は勇者である character songs 勇気のバトン                                                                                | 結城友奈（照井春佳） | 「Hello Girls」                                                                           | テレビアニメ『結城友奈は勇者である』関連曲                                 |
| 3月2日   | 結城友奈は勇者である character songs 勇気のバトン                                                                                | 讃州中学勇者部 | 「勇気のバトン」                                                                          | テレビアニメ『結城友奈は勇者である』関連曲                                 |
| 3月16日  | 灰と幻想のグリムガル キャラクターソング シホル                                                                                   | シホル（照井春佳） | 「ひだまりの約束」 「chouchou-magie」                                                     | テレビアニメ『灰と幻想のグリムガル』関連曲                                 |
| 4月28日  | りりくるRS主題歌&エンディングCD※初回限定版同封                                                                                   | 桜庭遊乃（木村珠莉）、仁篠珠季（M・A・O）、高月紗恵香（照井春佳） | 「カラフル・ハート・ライン」                                                              | ゲーム『りりくる Rainbow Stage!!!』オープニングテーマ                      |
| 4月28日  | りりくるRS主題歌&エンディングCD※初回限定版同封                                                                                   | 桜庭遊乃（木村珠莉）、仁篠珠季（M・A・O）、高月紗恵香（照井春佳） | 「true heart essence」                                                                    | ゲーム『りりくる Rainbow Stage!!!』エンディングテーマ                      |
| 4月28日  | りりくるRS主題歌&エンディングCD※初回限定版同封                                                                                   | 桜庭遊乃（木村珠莉）、高月紗恵香（照井春佳） | 「true heart essence 遊乃&紗恵香 ver.」                                                   | ゲーム『りりくる Rainbow Stage!!!』関連曲                                  |
| 4月28日  | りりくるRS主題歌&エンディングCD※初回限定版同封                                                                                   | 仁篠珠季（M・A・O）、高月紗恵香（照井春佳） | 「true heart essence 珠季&紗恵香 ver.」                                                   | ゲーム『りりくる Rainbow Stage!!!』関連曲                                  |
| 5月18日  | TVアニメ「灰と幻想のグリムガル」CD-BOX 『Grimgar, Ashes and Illusions "BEST"』                                                   | シホル(照井春佳) | 「Harvest (Shihoru ver.)」                                                                | テレビアニメ『灰と幻想のグリムガル』挿入歌                                 |
| 6月1日   | THE IDOLM@STER CINDERELLA MASTER Cute Jewelries! 003                                                                             | 宮本フレデリカ（髙野麻美）、一ノ瀬志希（藍原ことみ）、櫻井桃華（照井春佳）、中野有香（下地紫野）、五十嵐響子（種﨑敦美） | 「明日また会えるよね」 「Near to You」                                                    | ゲーム『アイドルマスター シンデレラガールズ』関連曲                        |
| 6月1日   | THE IDOLM@STER CINDERELLA MASTER Cute Jewelries! 003                                                                             | 櫻井桃華（照井春佳） | 「♡桃色片想い♡」                                                                          | ゲーム『アイドルマスター シンデレラガールズ』関連曲                        |
| 6月22日  | THE IDOLM@STER CINDERELLA GIRLS STARLIGHT MASTER 03 ハイファイ☆デイズ                                                            | 佐々木千枝（今井麻夏）、櫻井桃華（照井春佳）、市原仁奈（久野美咲）、龍崎薫（春瀬なつみ）、赤城みりあ（黒沢ともよ） | 「ハイファイ☆デイズ（M@STER VERSION）」 「ハイファイ☆デイズ（GAME VERSION）」             | ゲーム『アイドルマスター シンデレラガールズ スターライトステージ』関連曲   |
| 9月2日   | THE IDOLM@STER CINDERELLA GIRLS 4thLIVE TriCastle Story Starlight Castle 会場オリジナルCD                                        | 櫻井桃華（照井春佳） | 「ハイファイ☆デイズ（M@STER VERSION）櫻井桃華 ソロ・リミックス」                          | ゲーム『アイドルマスター シンデレラガールズ スターライトステージ』関連曲   |
| 10月19日 | はっぴ〜！ Sunrise | A.I.S | 「はっぴ〜！ Sunrise」                                                                    | テレビアニメ『アイドル事変』挿入歌                                         |
| 10月19日 | はっぴ〜！ Sunrise | A.I.S | 「Fun Fun!あい・すくり〜む」                                                              | テレビアニメ『アイドル事変』関連曲                                         |
| 12月21日 | ブレイブウィッチーズ エンディング・テーマ コンプリート・コレクション                                                             | 下原定子（水谷麻鈴）、ジョーゼット・ルマール（照井春佳） | 「LITTLE WING〜Spirit of LINDBERG〜 Vol.5」                                               | テレビアニメ『ブレイブウィッチーズ』エンディングテーマ                     |
| 12月21日 | ブレイブウィッチーズ エンディング・テーマ コンプリート・コレクション                                                             | 雁淵孝美（末柄里恵）、管野直枝（村川梨衣）、ニッカ・エドワーディン・カタヤイネン（高森奈津美）、ヴァルトルート・クルピンスキー（石田嘉代）、アレクサンドラ・イワーノヴナ・ポクルイーシキン（原由実）、ジョーゼット・ルマール（照井春佳）、下原定子（水谷麻鈴）、エディータ・ロスマン（五十嵐裕美）、グンドュラ・ラル（佐藤利奈） | 「LITTLE WING〜Spirit of LINDBERG〜 Vol.11」                                              | テレビアニメ『ブレイブウィッチーズ』エンディングテーマ                     |
| 12月21日 | ブレイブウィッチーズ エンディング・テーマ コンプリート・コレクション                                                             | 雁淵ひかり（加隈亜衣）、雁淵孝美（末柄里恵）、管野直枝（村川梨衣）、ニッカ・エドワーディン・カタヤイネン（高森奈津美）、ヴァルトルート・クルピンスキー（石田嘉代）、アレクサンドラ・イワーノヴナ・ポクルイーシキン（原由実）、ジョーゼット・ルマール（照井春佳）、下原定子（水谷麻鈴）、エディータ・ロスマン（五十嵐裕美）、グンドュラ・ラル（佐藤利奈）                                                                               | 「LITTLE WING〜Spirit of LINDBERG〜 Vol.12」                                              | テレビアニメ『ブレイブウィッチーズ』エンディングテーマ                     |
| 2017年   | | |                                                                                           |                                                                            |
| 2月8日   | THE IDOLM@STER CINDERELLA MASTER EVERMORE                                                                                        | 相葉夕美（木村珠莉）、五十嵐響子（種﨑敦美）、市原仁奈（久野美咲）、一ノ瀬志希（藍原ことみ）、大槻唯（山下七海）、片桐早苗（和氣あず未）、鷺沢文香（M・A・O）、櫻井桃華（照井春佳）、塩見周子（ルゥティン）、橘ありす（佐藤亜美菜）、中野有香（下地紫野）、二宮飛鳥（青木志貴）、速水奏（飯田友子）、姫川友紀（杜野まこ）、宮本フレデリカ（髙野麻美）                                                                                  | 「Near to You」                                                                           | ゲーム『アイドルマスター シンデレラガールズ』関連曲                        |
| 3月29日  | ブレイブウィッチーズ 秘め歌コレクション Vol.3                                                                                    | ジョーゼット・ルマール（照井春佳）、下原定子（水谷麻鈴） | 「やさしい時間」 「Wish Crystal」                                                         | テレビアニメ『ブレイブウィッチーズ』関連曲                                 |
| 3月29日  | ブレイブウィッチーズ 秘め歌コレクション Vol.3                                                                                    | ジョーゼット・ルマール（照井春佳） | 「心の光 〜手のひらの温もりで〜」 「LITTLE WING〜Spirit of LINDBERG〜」                   | テレビアニメ『ブレイブウィッチーズ』関連曲                                 |
| 4月26日  | THE IDOLM@STER CINDERELLA GIRLS LITTLE STARS! キラッ！満開スマイル                                                               | 島村卯月（大橋彩香）、小日向美穂（津田美波）、佐久間まゆ（牧野由依）、櫻井桃華（照井春佳）、双葉杏（五十嵐裕美） | 「キラッ！満開スマイル」                                                                  | テレビアニメ『アイドルマスター シンデレラガールズ劇場』エンディングテーマ  |
| 7月28日  | アイドルマスター シンデレラガールズ U149 第1巻特別版特典CD                                                                       | 櫻井桃華（照井春佳）、橘ありす（佐藤亜美菜） | 「ハイファイ☆デイズ（M@STER VERSION）」                                                   | 漫画『アイドルマスター シンデレラガールズ U149』関連曲                     |
| 12月6日  | ハナコトバ/勇者たちのララバイ | 讃州中学勇者部 | 「ハナコトバ」                                                                            | テレビアニメ『結城友奈は勇者である -勇者の章-』オープニングテーマ          |
| 12月6日  | ハナコトバ/勇者たちのララバイ | 讃州中学勇者部 | 「勇者たちのララバイ」                                                                    | テレビアニメ『結城友奈は勇者である -勇者の章-』エンディングテーマ          |
| 12月13日 | THE IDOLM@STER CINDERELLA GIRLS MASTER SEASONS! WINTER!                                                                          | 小早川紗枝（立花理香）、櫻井桃華（照井春佳）、島村卯月（大橋彩香） | 「White again」                                                                           | ゲーム『アイドルマスター シンデレラガールズ』関連曲                        |
| 2018年   | | |                                                                                           |                                                                            |
| 1月27日  | アイドルマスター シンデレラガールズ U149 第2巻特別版特典CD                                                                       | 櫻井桃華（照井春佳）、佐々木千枝（今井麻夏） | 「明日また会えるよね」                                                                    | 漫画『アイドルマスター シンデレラガールズ U149』関連曲                     |
| 3月7日   | THE IDOLM@STER CINDERELLA MASTER イリュージョニスタ！                                                                            | 佐々木千枝（今井麻夏）、櫻井桃華（照井春佳）、市原仁奈（久野美咲）、龍崎薫（春瀬なつみ）、赤城みりあ（黒沢ともよ） | 「Yes! Party Time!!（M＠STER VERSION）」                                                  | ゲーム『アイドルマスター シンデレラガールズ スターライトステージ』関連曲   |
| 5月30日  | アイドルマスター シンデレラガールズ U149 第3巻特別版特典CD                                                                       | 櫻井桃華（照井春佳）、佐々木千枝（今井麻夏）、橘ありす（佐藤亜美菜）、結城晴（小市眞琴）、龍崎薫（春瀬なつみ） | 「ドレミファクトリー！」                                                                  | 漫画『アイドルマスター シンデレラガールズ U149』関連曲                     |
| 7月4日   | ワールドウィッチーズシリーズ10周年記念アルバム ストライクウィッチーズ＆ブレイブウィッチーズ 45ソングス（リミックス＆リアレンジ） | 雁淵ひかり（加隈亜衣）、雁淵孝美（末柄里恵）、管野直枝（村川梨衣）、ニッカ・エドワーディン・カタヤイネン（高森奈津美）、ヴァルトルート・クルピンスキー（石田嘉代）、アレクサンドラ・イワーノヴナ・ポクルイーシキン（原由実）、ジョーゼット・ルマール（照井春佳）、下原定子（水谷麻鈴）、エディータ・ロスマン（五十嵐裕美）、グンドュラ・ラル（佐藤利奈）                                                                               | 「LITTLE WING〜Spirit of LINDBERG〜 Vol.12」                                              | テレビアニメ『ブレイブウィッチーズ』エンディングテーマ                     |
| 7月4日   | ワールドウィッチーズシリーズ10周年記念アルバム ストライクウィッチーズ＆ブレイブウィッチーズ 45ソングス（リミックス＆リアレンジ） | ジョーゼット・ルマール（照井春佳）、下原定子（水谷麻鈴） | 「やさしい時間」 「Wish Crystal」                                                         | テレビアニメ『ブレイブウィッチーズ』関連曲                                 |
| 8月17日  | スクールガールストライカーズ 〜トゥインクルメロディーズ〜 Melody Collection Vol.2                                                | 灰島華賀利（釘宮理恵）、降神小織（照井春佳） | 「Sweet Switch」                                                                          | ゲーム『スクールガールストライカーズ 〜トゥインクルメロディーズ〜』関連曲  |
| 10月30日 | アイドルマスター シンデレラガールズ U149 第4巻特別版特典CD                                                                       | 道明寺歌鈴（新田ひより）、櫻井桃華（照井春佳） | 「キラッ！満開スマイル」                                                                  | 漫画『アイドルマスター シンデレラガールズ U149』関連曲                     |
| 11月30日 | THE IDOLM@STER CINDERELLA GIRLS 6thLIVE MERRY-GO-ROUNDOME!!! MASTER SEASONS WINTER! SOLO REMIX                                   | 櫻井桃華（照井春佳） | 「White again」                                                                           | ゲーム『アイドルマスター シンデレラガールズ』関連曲                        |
| 2019年   | | |                                                                                           |                                                                            |
| 6月19日  | THE IDOLM@STER CINDERELLA GIRLS STARLIGHT MASTER 29 クレイジークレイジー                                                         | 櫻井桃華（照井春佳） | 「愛の讃歌」                                                                              | ゲーム『アイドルマスター シンデレラガールズ スターライトステージ』関連曲   |
| 9月11日  | 新ワールドウィッチーズシリーズ秘め歌コレクション特別版 ヘルシンキ篇                                                              | ニッカ・エドワーディン・カタヤイネン（高森奈津美）、アレクサンドラ・I・ポクルイーシキン（原由実）、ジョーゼット・ルマール（照井春佳） | 「One by One」                                                                            | 『ワールドウィッチーズ』関連曲                                             |
| 9月25日  | ライザのアトリエ 〜常闇の女王と秘密の隠れ家〜 オリジナルサウンドトラック                                                         | 照井春佳、三上枝織 | 「君と出逢えた奇跡」                                                                      | ゲーム『ライザのアトリエ 〜常闇の女王と秘密の隠れ家〜』挿入歌              |
| 11月6日  | 勇気の歌 | 結城友奈（照井春佳） | 「FOLLOW TOMORROW ME」                                                                    | パチスロ『結城友奈は勇者である』関連曲                                     |
| 11月6日  | 勇気の歌 | 乃木若葉（大橋彩香）、上里ひなた（高野麻里佳）、高嶋友奈（照井春佳）、郡千景（鈴木愛奈）、土居球子（本渡楓）、伊予島杏（近藤玲奈） | 「キボウノツボミ」 「勇気のバトン」                                                       | ゲーム『結城友奈は勇者である 花結いのきらめき』関連曲                      |
| 2020年   | | |                                                                                           |                                                                            |
| 4月30日  | アイドルマスター シンデレラガールズ U149 第6巻特別版特典CD                                                                       | 櫻井桃華（照井春佳） | 「きゅん・きゅん・まっくす」                                                              | 漫画『アイドルマスター シンデレラガールズ U149』関連曲                     |
| 7月1日   | THE IDOLM@STER CINDERELLA MASTER 3chord for the Rock!                                                                            | 櫻井桃華（照井春佳）、橘ありす（佐藤亜美菜）、村上巴（花井美春） | 「イケナイGO AHEAD」                                                                      | ゲーム『アイドルマスター シンデレラガールズ』関連曲                        |
| 2021年   | | |                                                                                           |                                                                            |
| 2月3日   | THE IDOLM@STER CINDERELLA GIRLS STARLIGHT MASTER GOLD RUSH! 06 THE VILLAIN'S NIGHT                                               | 関裕美（会沢紗弥）、赤城みりあ（黒沢ともよ）、櫻井桃華（照井春佳）、相葉夕美（木村珠莉）、宮本フレデリカ（髙野麻美） | 「THE VILLAIN'S NIGHT（M@STER VERSION）」                                                 | ゲーム『アイドルマスター シンデレラガールズ スターライトステージ』関連曲   |
| 2月3日   | THE IDOLM@STER CINDERELLA GIRLS STARLIGHT MASTER GOLD RUSH! 06 THE VILLAIN'S NIGHT                                               | 櫻井桃華（照井春佳） | 「THE VILLAIN'S NIGHT（M@STER VERSION）」                                                 | ゲーム『アイドルマスター シンデレラガールズ スターライトステージ』関連曲   |
| 3月17日  | ウマ娘 プリティーダービー WINNING LIVE 01                                                                                        | グラスワンダー（前田玲奈）、メジロマックイーン（大西沙織）、テイエムオペラオー（徳井青空）、ライスシャワー（石見舞菜香）、スーパークリーク（優木かな）、ゼンノロブロイ（照井春佳） | 「NEXT FRONTIER」                                                                         | ゲーム『ウマ娘 プリティーダービー』関連曲                                  |
| 4月7日   | ワールドウィッチーズ発進しますっ！ 第502統合戦闘航空団発進しますっ！                                                             | 下原定子（水谷麻鈴）、ジョーゼット・ルマール（照井春佳） | 「Awesome days!」                                                                         | テレビアニメ『ワールドウィッチーズ発進しますっ！』エンディングテーマ       |
| 4月7日   | ワールドウィッチーズ発進しますっ！ 第502統合戦闘航空団発進しますっ！                                                             | 第502統合戦闘航空団 | 「Awesome days!」                                                                         | テレビアニメ『ワールドウィッチーズ発進しますっ！』エンディングテーマ       |
| 7月21日  | 百華繚乱 参 | あざ丸（木野双葉）、石切（照井春佳）、雲落とし（陶山恵実里） | 「…デートしませんか?!」                                                                   | ゲーム『天華百剣 -斬-』関連曲                                              |
| 8月28日  | 3rd EVENT WINNING DREAM STAGE Solo Vocal Tracks Vol.1                                                                            | ゼンノロブロイ（照井春佳） | 「NEXT FRONTIER（Game Size）」                                                            | ゲーム『ウマ娘 プリティーダービー』関連曲                                  |
| 10月27日 | アシタノハナタチ | 讃州中学勇者部 | 「アシタノハナタチ」                                                                      | テレビアニメ『結城友奈は勇者である -大満開の章-』オープニングテーマ        |
| 10月27日 | 地平線の向こうへ | 讃州中学勇者部 | 「地平線の向こうへ」                                                                      | テレビアニメ『結城友奈は勇者である -大満開の章-』エンディングテーマ        |
| 10月27日 | 地平線の向こうへ | 結城友奈（照井春佳）、犬吠埼樹（黒沢ともよ） | 「Darling☆Darling」                                                                       | テレビアニメ『結城友奈は勇者である -大満開の章-』挿入歌                    |
| 2022年   | | |                                                                                           |                                                                            |
| 7月20日  | ストライクウィッチーズ キャラクターソング・コレクション ~Sweet Duet~                                                             | 下原定子（水谷麻鈴）、ジョーゼット・ルマール（照井春佳） | 「やさしい時間」                                                                          | テレビアニメ『ブレイブウィッチーズ』関連曲                                 |
| 11月23日 | TALES OF THE RAYS ORIGINAL SOUNDTRACK                                                                                            | ミリーナ・ヴァイス（照井春佳） | 「Mr. Right」                                                                             | ゲーム『テイルズ オブ ザ レイズ』関連曲                                    |
| 11月23日 | TALES OF THE RAYS ORIGINAL SOUNDTRACK                                                                                            | ミリーナ・ヴァイス（照井春佳）、サラ（三上枝織） | 「Mr. Right」                                                                             | ゲーム『テイルズ オブ ザ レイズ』関連曲                                    |
| 2023年   | | |                                                                                           |                                                                            |
| 2月11日  | THE IDOLM@STER M@STERS OF IDOL WORLD!!!!! 2023 明日きみにJewel                                                                   | 櫻井桃華（照井春佳） | 「明日また会えるよね」                                                                    | ゲーム『アイドルマスター シンデレラガールズ』関連曲                        |
| 4月19日  | THE IDOLM@STER CINDERELLA GIRLS U149 ANIMATION MASTER 01 Shine In The Sky☆                                                       | U149 | 「Shine In The Sky☆」                                                                     | テレビアニメ『アイドルマスター シンデレラガールズ U149』オープニングテーマ |
| 4月19日  | THE IDOLM@STER CINDERELLA GIRLS U149 ANIMATION MASTER 01 Shine In The Sky☆                                                       | 櫻井桃華（照井春佳） | 「Shine In The Sky☆」                                                                     | テレビアニメ『アイドルマスター シンデレラガールズ U149』関連曲             |
| 5月10日  | THE IDOLM@STER CINDERELLA GIRLS U149 ANIMATION MASTER 02 よりみちリトルスター                                                    | U149 | 「よりみちリトルスター」                                                                  | テレビアニメ『アイドルマスター シンデレラガールズ U149』エンディングテーマ |
| 5月10日  | THE IDOLM@STER CINDERELLA GIRLS U149 ANIMATION MASTER 02 よりみちリトルスター                                                    | 櫻井桃華（照井春佳） | 「無重力シャトル」                                                                        | テレビアニメ『アイドルマスター シンデレラガールズ U149』挿入歌             |
| 6月21日  | THE IDOLM@STER CINDERELLA GIRLS U149 ANIMATION MASTER 04 ゼロトゥワン!!                                                          | U149 | 「ゼロトゥワン!!」                                                                        | テレビアニメ『アイドルマスター シンデレラガールズ U149』挿入歌             |
| 6月28日  | THE IDOLM@STER CINDERELLA GIRLS U149 ANIMATION MASTER 05 グッデイ・グッナイ                                                      | U149 | 「グッデイ・グッナイ」                                                                    | テレビアニメ『アイドルマスター シンデレラガールズ U149』エンディングテーマ |
| 6月28日  | THE IDOLM@STER CINDERELLA GIRLS U149 ANIMATION MASTER 05 グッデイ・グッナイ                                                      | U149 | 「ドレミファクトリー！」                                                                  | テレビアニメ『アイドルマスター シンデレラガールズ U149』挿入歌             |
| 7月5日   | THE IDOLM@STER CINDERELLA GIRLS U149 ANIMATION MASTER 06 キラメキ☆                                                               | U149 | 「キラメキ☆」                                                                             | テレビアニメ『アイドルマスター シンデレラガールズ U149』挿入歌             |
| 7月5日   | THE IDOLM@STER CINDERELLA GIRLS U149 ANIMATION MASTER 06 キラメキ☆                                                               | 櫻井桃華（照井春佳） | 「キラメキ☆」                                                                             | テレビアニメ『アイドルマスター シンデレラガールズ U149』関連曲             |
| 2024年   | | |                                                                                           |                                                                            |
| 1月24日  | ウマ娘 プリティーダービー WINNING LIVE 15                                                                                        | ゼンノロブロイ（照井春佳） | 「埋火の英雄」                                                                            | ゲーム『ウマ娘 プリティーダービー』関連曲                                  |
| 1月24日  | ウマ娘 プリティーダービー WINNING LIVE 15                                                                                        | スペシャルウィーク（和氣あず未）、ライスシャワー（石見舞菜香）、スマートファルコン（大和田仁美）、ゼンノロブロイ（照井春佳）、トーセンジョーダン（鈴木絵理）、ナイスネイチャ（前田佳織里）、キングヘイロー（佐伯伊織）、メジロパーマー（のぐちゆり）、サトノダイヤモンド（立花日菜）、キタサンブラック（矢野妃菜喜）、ツルマルツヨシ（青山吉能）、サクラローレル（真野美月）、ネオユニヴァース（白石晴香）、ヒシミラクル（春日さくら） | 「うまぴょい伝説」                                                                        | ゲーム『ウマ娘 プリティーダービー』関連曲                                  |
| 2月3日   | THE IDOLM@STER CINDERELLA GIRLS UNIT LIVE TOUR ConnecTrip! 石川公演&山形公演&岩手公演オリジナルCD                                | 櫻井桃華（照井春佳） | 「ゼロトゥワン!!」                                                                        | テレビアニメ『アイドルマスター シンデレラガールズ U149』関連曲             |
| 4月6日   | THE IDOLM@STER CINDERELLA GIRLS UNIT LIVE TOUR ConnecTrip! 大阪公演&福岡公演&東京公演オリジナルCD                                | 櫻井桃華（照井春佳） | 「グッデイ・グッナイ」                                                                    | テレビアニメ『アイドルマスター シンデレラガールズ U149』関連曲             |

### その他参加作品
| 発売日        | 商品名                                                        | 歌                 | 楽曲                                                                               | 備考                                  |
| ------------- | ------------------------------------------------------------- | ------------------ | ---------------------------------------------------------------------------------- | ------------------------------------- |
| 2016年11月5日 | 春佳・彩花のSSちゃんねる MUSIC HOURS〜SEASIDE LIVE FES 2016〜 | 照井春佳、諏訪彩花 | 「Go and Go!」 「よ〜いドン!!!」 「Real Dream」 「片想いプロローグ」               | 『SEASIDE LIVE FES 2016』関連曲       |
| 2016年11月5日 | 春佳・彩花のSSちゃんねる MUSIC HOURS〜SEASIDE LIVE FES 2016〜 |                    | 「Blessing the Sky」                                                               | 『SEASIDE LIVE FES 2016』テーマソング |
| 2017年11月8日 | 春佳・彩花のSSちゃんねる SEASIDE LIVE FES 2017〜RAINBOW〜     | 照井春佳、諏訪彩花 | 「絶対だよ」 「つよがりギターと泣き虫ピアノ」 「カタ想いのShowtime!」 「あなたと」 | 『SEASIDE LIVE FES 2017』関連曲       |
| 2017年11月8日 | 春佳・彩花のSSちゃんねる SEASIDE LIVE FES 2017〜RAINBOW〜     |                    | 「Sweet December」                                                                 | 『SEASIDE LIVE FES 2017』テーマソング |

## ライブ・イベント

### 合同ライブ
| 出演日         | タイトル                                                                                          | 会場                                        |
| -------------- | ------------------------------------------------------------------------------------------------- | ------------------------------------------- |
| 2015年3月8日   | P's LIVE! 02 〜LOVE ＆ P's〜                                                                      | 横浜アリーナ（神奈川県）                    |
| 2015年3月15日  | 『結城友奈は勇者である』スペシャルイベント「満開祭り」                                            | 豊洲PIT（東京都）                           |
| 2015年11月29日 | THE IDOLM@STER CINDERELLA GIRLS 3rdLIVE シンデレラの舞踏会 - Power of Smile -                     | 幕張メッセ国際展示場 9-11番ホール（千葉県） |
| 2016年7月30日  | THE IDOLM@STER CINDERELLA GIRLS MEMORIAL PARADE                                                   | STUDIO COAST（東京都）                      |
| 2016年11月13日 | 『結城友奈は勇者である』スペシャルイベント「満開祭り2」                                           | 豊洲PIT（東京都）                           |
| 2017年8月13日  | THE IDOLM@STER CINDERELLA GIRLS 5thLIVE TOUR Serendipity Parade!!!                                | さいたまスーパーアリーナ（埼玉県）          |
| 2017年11月26日 | P's LIVE! 05 Go! Love&Passion!!〜                                                                 | 横浜アリーナ（神奈川県）                    |
| 2018年3月4日   | 『結城友奈は勇者である』スペシャルイベント「満開祭り3」                                           | 中野サンプラザ（東京都）                    |
| 2021年1月9日   | THE IDOLM@STER CINDERELLA GIRLS Broadcast & LIVE Happy New Yell!!!                                | 幕張メッセ国際展示場 1-3番ホール（千葉県）  |
| 2022年6月12日  | 『結城友奈は勇者である』スペシャルイベント「満開祭り4」                                           | TACHIKAWA STAGE GARDEN（東京都）            |
| 2023年2月5日   | ワールドウィッチーズミュージックフェスタ2023                                                      | 浅草公会堂（東京都）                        |
| 2025年4月26日  | THE IDOLM@STER CINDERELLA GIRLS STARLIGHT STAGE 10th ANNIVERSARY TOUR Let’s AMUSEMENT!!! 東京公演 | 有明アリーナ（東京都）                      |

### シリーズ一覧
1. ↑  第1シリーズ（2012年）、第2シリーズ（2013年）
2. ↑  第1期（2014年）、第2期『セカンドシーズン』（2016年）
3. ↑  第1期『-結城友奈の章-』（2014年）、第2期『-鷲尾須美の章-/-勇者の章-』（2017年 - 2018年）、第3期『-大満開の章-』[28]（2021年）
4. ↑  第1期（2017年）、第2期『2』（2019年）
5. ↑  第1期（2017年）、第2期（2017年）、第3期（2018年）、第4期『CLIMAX SEASON』（2019年）
6. ↑  テレビシリーズ（2018年）、特番『Dark Sun...』（2018年）、特番『Stars and Ours』（2019年）
7. ↑  壱の章（2020年 - 2021年）、弐の章（2021年 - 2022年）
8. ↑  『シンデレラガールズ』、『スターライトステージ』

### ユニットメンバー
1. 1 2  夜ノ森小紅（照井春佳）、夜ノ森紅緒（松井恵理子）、三峰真白（吉田有里）
2. ↑  夜ノ森小紅（照井春佳）、三峰真白（吉田有里）、桃内まゆら（愛美）
3. ↑  夜ノ森小紅（照井春佳）、三峰真白（吉田有里）、末続このは（藤田咲）
4. 1 2 3  照井春佳、三森すずこ、内山夕実、黒沢ともよ、長妻樹里
5. ↑  新城小夏（藏合紗恵子）、猫平小夜（照井春佳）、木谷るる（明坂聡美）
6. 1 2  照井春佳、三森すずこ、内山夕実、黒沢ともよ、長妻樹里、花澤香菜
7. ↑  雁淵ひかり（加隈亜衣）、雁淵孝美（末柄里恵）、管野直枝（村川梨衣）、ニッカ･エドワーディン･カタヤイネン（高森奈津美）、ヴァルトルート･クルピンスキー（石田嘉代）、アレクサンドラ･Ｉ･ポクルイーシキン（原由実）、ジョーゼット･ルマール（照井春佳）、下原定子（水谷麻鈴）、エディータ･ロスマン（五十嵐裕美）、グンドュラ･ラル（佐藤利奈）
8. 1 2 3 4  橘ありす（佐藤亜美菜）、櫻井桃華（照井春佳）、赤城みりあ（黒沢ともよ）、的場梨沙（集貝はな）、結城晴（小市眞琴）、佐々木千枝（今井麻夏）、龍崎薫（春瀬なつみ）、市原仁奈（久野美咲）、古賀小春（小森結梨）